# Mars (ciocolată)

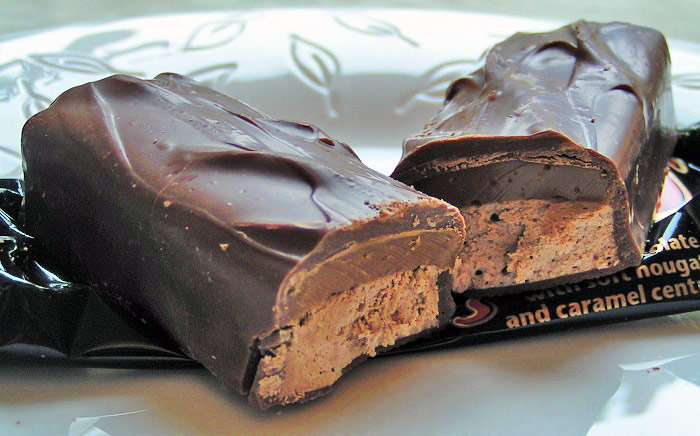

Mars este un baton britanic de ciocolată cu caramel și lapte produs de Mars, Inc. A fost fabricat pentru prima dată în anul 1932 în Slough, Berkshire, în Regatul Unit. Rețeta europeană diferă de cea din Statele Unite și Canada.
În februarie 2016, Mars, Snickers și alte produse de ciocolată ale Mars, Inc.  au fost rechemate în 55 de țări din Europa, Orientul Mijlociu și Asia, după ce un client a găsit bucăți de plastic într-un baton de Snickers cumpărat în Germania. Eroarea a fost depistată la o fabrică Mars, Inc. din Veghel, Olanda.

## Legăuri externe
- Site oficial